# Emma Pollock
Pour les articles homonymes, voir Pollock.
 (juin 2012).
Si vous disposez d'ouvrages ou d'articles de référence ou si vous connaissez des sites web de qualité traitant du thème abordé ici, merci de compléter l'article en donnant les références utiles à sa vérifiabilité et en les liant à la section « Notes et références ».
Emma Pollock est une chanteuse, compositrice, parolière et guitariste écossaise, ancien membre fondateur du groupe The Delgados.

## Carrière Solo
Elle a signé chez 4AD et a sorti son premier album en 2005 Watch The Fireworks après la séparation du groupe. Elle continue d'être active au sein du label Chemikal Underground à Glasgow, fait partie de l'équipe du chantier Garstang Museum au Square Abercromby et du collectif musical The Burns Unit, dont la parution du premier album était prévue pour 2009.
En 2016, Emma Pollock organise à Aberdeen une célébration de l’œuvre de Kate Bush, intitulé Running Up That Hill et déclare à cette occasion avoir été inspirée musicalement par la chanteuse.

## Discographie

### Albums studio
- 2007 - Watch the Fireworks (4AD Records)
- 2010 - The Law of Large Numbers (Chemikal Underground Records)
- 2016 - In Search of Harperfield (Chemikal Underground Records)
- 2025 - Begging the Night to Take Hold (Chemikal Underground Records)